# Dennis Pfeifer
Dennis Pfeifer (* 1981 oder 1982 in Wetzlar) ist ein deutscher Politikwissenschaftler und Journalist. Seit dem 16. Juni 2023 ist er Leiter der Evangelischen Nachrichtenagentur IDEA.

## Leben
Pfeifer absolvierte an der Justus-Liebig-Universität Gießen ein Studium der Politikwissenschaft, das er als Magister Artium abschloss. Nach einer Tätigkeit in einer PR-Agentur in Wiesbaden begann Pfeifer 2011 seine Tätigkeit bei IDEA als Online-Redakteur. Seit 2012 war er als Chef vom Dienst für die Blattplanung des Wochenmagazins verantwortlich. Am 16. Juni 2023 wurde er zusammen mit Daniela Städter zum Leiter des Medienunternehmens ernannt.
Pfeifer ist verheiratet und hat einen Sohn.